# Municipio de Blom
El municipio de Blom (en inglés: Blom Township) es un municipio ubicado en el condado de Deuel en el estado estadounidense de Dakota del Sur. En el año 2010 tenía una población de 103 habitantes y una densidad poblacional de 1,11 personas por km².

## Geografía
El municipio de Blom se encuentra ubicado en las coordenadas 44°35′14″N 96°42′12″O / 44.58722, -96.70333. Según la Oficina del Censo de los Estados Unidos, el municipio tiene una superficie total de 92.63 km², de la cual 92,63 km² corresponden a tierra firme y (0 %) 0 km² es agua.

## Demografía
Según el censo de 2010, había 103 personas residiendo en el municipio de Blom. La densidad de población era de 1,11 hab./km². De los 103 habitantes, el municipio de Blom estaba compuesto por el 100 % blancos. Del total de la población el 0 % eran hispanos o latinos de cualquier raza.